# Юсуф аль-Лакзи
Юсу́ф ибн аль-Хусе́йн аль-Лакзи́ (умер до 1089-90 г.) — знаток хадисов и придворный историограф правителей Дербента (Баб аль-абваб) из династии Аглабидов, шафиит.

## Биография
Его полное имя: Юсуф ибн аль-Хусейн ибн Дауд Абу Якуб аль-Факих аль-Баби аль-Лакзи. Обучался в Багдаде у шафиитского богослова Абу-л-Музаффара ас-Сам‘ани (1035—1096) и был знаком и с Абу Бакром ас-Сам‘ани (1073—1116).
Сын Юсуфа аль-Лакзи — Абу Абдаллах аль-Хасан (умер в середине XII века) был суфием и проповедовал ашаритские взгляды. Он учился в Багдаде у суфия-ашарита Ибн аз-Захра ат-Турайсиси (умер в 1103 г.) и постигал суфийский Путь в рибате Абу Сада ас-Суфи. Аль-Хасан аль-Лакзи был особенно близок к ученику Абу Хамида аль-Газали шафииту Ибрахиму ас-Суфи (умер в 1148 г.).

## Дарбанд-нама
Аль-Лакзи является автором хроники Дербенд-наме, которая до недавнего времени считалась компилятивным сочинением Мухаммада аль-Аваби аль-Акташи (XVII в.). Эта книга известна в многочисленных персидских, арабских, тюркских и дагестанских списках и считается важнейшим источником по истории ислама на Кавказе. Из-за отсутствия достаточных фактических данных проблема его протографа X—XII веков была решена с раскрытием новых источников. В частности, один из ближайших учеников аль-Лакзи Абу Бакр Мухаммад ад-Дарбанди на рубеже XI—XII веков написал сохранившийся до наших дней суфийский энциклопедический словарь «Райхан аль-хакаик ва-бустан ад-дакаик» («Базилик истин и сад тонкостей»). Из этой рукописи явствует, что в конце XI века в Дербенте на смену династии Хашимидов к власти пришли представители местной знати из династии Аглабидов. По этой причине историограф Хашимидов, Маммус аль-Лакзи был вынужден прекратить написание своей хроники «Тарих Баб аль-абваб ва-Ширван» («История Дербента и Ширвана») и бежать из Дербента. В связи с тем, что Аглабиды нуждались в серьёзном обосновании своих политических претензий появление проаглабидского источника было закономерным.
Труд аль-Акташи был написан с использованием нескольких протографов, среди которых был источник к ярко выраженной проаглабидской ориентации. Существование проаглабидского источника допускал В. Ф. Минорский. Степень достоверности различных сведений Дарбанд-нама по сей день воспринимаются исследователями без должного критического анализа. Масса неточностей и ошибок, которых нет в «Тарих Баб аль-абваб ва-Ширван» дают понять автор Дарбанд-нама не был знаком с этой хроникой. Таким образом, первоначальная версия Дербенд-наме могла быть написана между приходом к власти Аглабидов (1075 г.) и до появления в Дербенте хроники (после 1106 г.).
По словам Мухаммада ад-Дарбанди в ходе политического противоборства в Дербенте некоторые дербентские шейхи открыто выступили на стороне Аглабидов, а наиболее ревностным сторонником Аглабидов был именно аль-Лакзи. О его преданности Аглабидам свидетельствует хотя бы тот факт, что во время выступления суфийской верхушки против эмира с требованием выпустить из тюрьмы судью Абу Муаммара и его сына, отсидевших свой срок, аль-Лакзи отговаривал от выступлений их главного зачинщика — суфия Абуль-Хасана аль-Джурджани.
Зная, что аль-Лакзи скончался до 1089—1090 года, можно предположить, что Дербенд-наме была написана до 80-х годах XI века.